# Syncytium
Als Syncytium oder Synzytium (von altgriechisch σύν „mit, zusammen“ und κύτος kýtos „Gefäß, Höhlung“, übertragen „Zelle“; Plural: Syncytien bzw. Synzytien), auch Coenoblast (von κοινός koinós „gemeinsam“ und βλάστη blástē „Spross“) oder Coenocyt (koinós mit kýtos), wird eine mehrkernige (polyenergide) Zelle oder ein vielkerniges Lebewesen ohne zellige Untergliederung bezeichnet.
Ein Syncytium kann entstehen:
- primär durch Kernteilungen ohne nachfolgende Zellteilungen; so entstandene Organismen werden als Coenoblasten, siphonal oder Plasmodien bezeichnet
- sekundär durch Verschmelzung von Zellen; dies ist die ursprüngliche und weiterhin vorherrschende Bedeutung von Syncytium.

Als funktionelle Syncytien werden Zellen bezeichnet, die morphologisch voneinander getrennt sind, deren Zytoplasmen jedoch über Gap Junctions miteinander verbunden sind.

## Beispiele
Syncytien oder Coenoblasten sind zum Beispiel:
- Die Fasern der quergestreiften Skelettmuskulatur, wobei ein Muskel aus vielen Muskelfasern (Synzytien) besteht. Sie entstehen durch Verschmelzung der Muskelbildungszellen (Myoblasten).
- Die frühen Stadien der superfiziellen Furchung bei Insekten-Eiern.
- Die Neodermis von Bandwürmern (Cestoda) und Saugwürmern (Trematoda).
- Das frühe, als nukleär bezeichnete Entwicklungsstadium des Endosperms der meisten Bedecktsamer.
- Die Siebröhren im Leitgewebe vieler Bedecktsamer.
- Die siphonalen Algen (Caulerpa,  Acetabularia u. a.).
- Die Jochpilze und die Eipilze.
- Die Plasmodien der Schleimpilze.
- Die Riesen-Amöben der Gattung Chaos.
- Vom Humanen Respiratorischen Synzytial-Virus (HRSV) befallene Flimmerepithel-Zellen bei Menschenaffen (also inkl. Menschen)
- Der Synzytiotrophoblast, ein Teil der Plazenta bei Höheren Säugetieren (Placentalia).[1][2]
- Auch durch das Spike-Glykoprotein von SARS-CoV-2, dem Erreger von COVID-19, kann das Verschmelzen (sogar von nicht-infizierten) Zellen ausgelöst werden (Fusion-from-without, FFWO).[3]

## Synzytien in Evolutionsmodellen
Gelegentlich wird die besondere Organisation der Wimpertierchen (Ciliata) als weiterentwickeltes Synzytium diskutiert. Hier spielen also Hypothesen und Modelle für Evolutionsprozesse eine Rolle, die manchmal sogar auf die Evolution der Gesamtheit der Metazoa ausgedehnt werden. Solchen Annahmen zufolge traten in der Evolution der Metazoa schon sehr früh synzytiale Gewebe auf, allerdings nicht durch Fusion von Zellen, sondern hervorgehend aus einer polyenergiden, einzelligen Vorstufe der vielzelligen Lebensformen (ausführlich dargestellt z. B. von Jovan Hadzi, Wolfgang Friedrich Gutmann). Als Lebendmodell hierfür wird manchmal auf den urtümlichen Vielzeller Trichoplax adhaerens, aber auch auf manche Schwämme verwiesen.